# ニューライフ・アドベンチャー運動実行委員会
ニューライフ・アドベンチャー運動実行委員会（ニューライフアドベンチャーうんどうじっこういいんかい）は、東京都から認証を受けた特定非営利活動法人であり、日本の中学生・高校生の活動を運営している活動組織である。通常は英字略称のNLA（New Life Adventure の略）と称されることが多い。当組織及び活動には、ソニー・ミュージックエンタテインメント、AOKI、（株）竹中工務店、霊友会などが協力支援を行っている。

## 概要
1977年に名古屋市の高校生有志により霊友会の若手の会の任意団体として発足。翌1978年より「全国高校生の主張」を主催しているほか、1987年からは「全国高校生音楽祭」を主催。2004年からは高校生の主張・高校生音楽祭を統合する形の新イベントとして「ナキワラ!」を開催している。2010年からは特定非営利活動法人（NPO）の認証を受けて活動している。
原則として団体・イベントの運営は全て現役の中高生によって行われることを特色としており、参加資格も「10代の中高生」に限られている。活動のサポートとしてNLAのOB・OGであるアドバイザーが団体に所属しており、47都道府県の活動を支えている。
全国各地の事務局の一部は支援企業団体の一つである霊友会の支局事務所に置かれている。

## ラジオ
発足間もない時期から日本民間放送連盟（民放連）の協力を受けており、「全国高校生の主張」「ナキワラ!」を題材としたラジオ番組が定期的に放送されている。特に団体が元々名古屋市で発足したという経緯からCBCラジオとの繋がりが深い。
- 子どもたちの心のそばへ〜親子のキズナ応援ラジオ（CBCラジオ、2010年8月 - ）
- ペナルティとティーンのナキワラジオ↑↑（CBCラジオ他、2010年10月 - ）
- NLApresents ゆきねえと考えよう!親子のキズナ応援ラジオ（CBCラジオ、2011年10月 - 2014年9月）
- ナキワラジオ（エフエム和歌山、2014年6月 - ）
- NLApresents ティーンズセッション ナガオカ・ライフ・アカデミー （CBCラジオ『ナガオカ×スクランブル』内包、2014年10月 - 2019年9月）
- NLApresents ティーンズセッション ナオト・ライフ・アカデミー （CBCラジオ『酒井直斗のラジノート』内包、2019年10月 - ）
- ナキワラ!20xx全国ライブ（CBCラジオ[2]、毎年1月下旬放送…MBSラジオ・TBSラジオでもネット[3]